# Dyscritobaeus indicus
Dyscritobaeus indicus är en stekelart som först beskrevs av Durgadas Mukerjee 1994.  Dyscritobaeus indicus ingår i släktet Dyscritobaeus och familjen Scelionidae. Inga underarter finns listade i Catalogue of Life.